# Kurzweil Music Systems

Logo

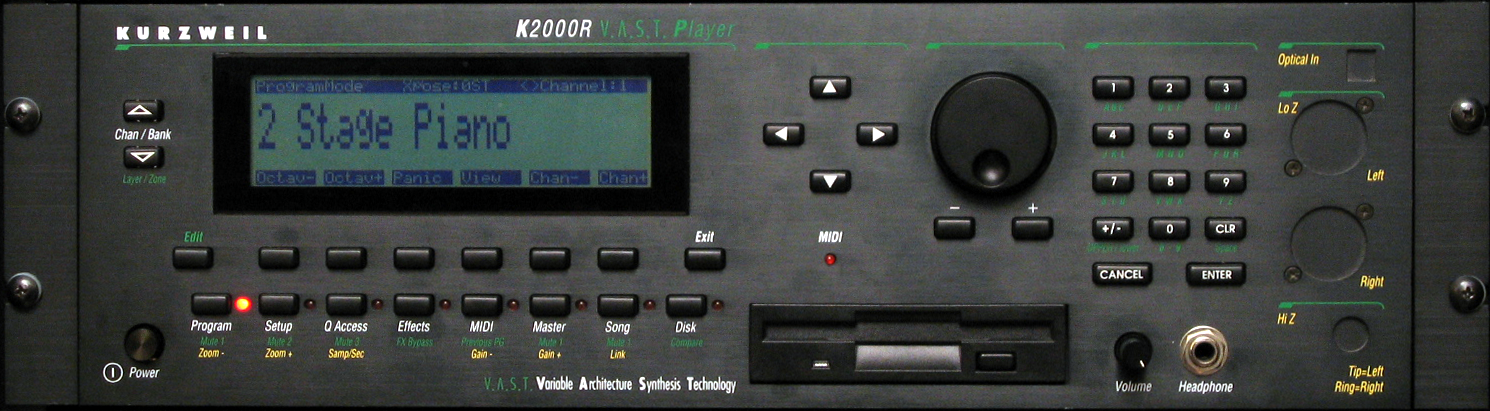
Kurzweil K2000R Synthesizer für die Rackmontage

Kurzweil Music Systems ist ein Unternehmen für Synthesizer, E-Pianos, Lautsprecher, Mikrofone und Effektgeräte. Es wurde 1982 von Raymond Kurzweil – der maßgeblich an der Entwicklung der Instrumente beteiligt war – und Stevie Wonder gegründet. Im Jahr 1990  wurde Kurzweil von Young Chang Akki Co. Ltd. Incheon/Korea übernommen. Die Instrumente werden nach wie vor in den USA entwickelt.

## Firmengeschichte

### Erste Erfolge als selbständiges Unternehmen: 1982–1989
Anfang der 1980er kamen Raymond Kurzweil und Stevie Wonder auf die Idee, ein Keyboard zu entwickeln und auf den Markt zu bringen, welches natürliche Klänge (vor allem Tasteninstrumente, aber auch Streichinstrumente und Blasinstrumente) in einem Elektrophon in guter Qualität vereint. Dies resultierte im Kurzweil K250, das durch Sampling diese Ansprüche erfüllte. Um das Projekt umsetzen zu können, gründeten sie 1983 die Firma Kurzweil Music Systems und arbeiteten auch mit dem Jazz-Pianisten Lyle Mays und den beiden bedeutenden Synthesizerentwicklern Alan R. Pearlman (ARP Instruments) und Robert Moog (Moog Music) zusammen.
Auf der NAMM 1984 wurde das K250 vorgestellt, die Serienproduktion wurde noch im selben Jahr begonnen. Das K250 wurde bis 1990 gebaut. Um das Keyboard zu erweitern, wurde das Expander-Modul K250XP und später die 19″-Rack-Variante K250RMX entwickelt. 1988 wurde das Kurzweil K1000 als Nachfolgemodell vorgestellt. Der wesentliche Unterschied bestand darin, dass man mit diesem Gerät nicht mehr selber samplen konnte.
1987 wurde das Kurzweil Midiboard veröffentlicht, ein 88-tastiges Masterkeyboard mit gewichteten Tasten. Es wird auch noch heute in Tonstudios verwendet und ist eine der ersten Masterkeyboards, die als solche konzipiert wurden.

### Übernahme durch Young Chang: 1990 bis heute
1990 wurde die Firma von dem koreanischen Klavierbauer Young Chang übernommen. Im Zuge dessen wurde die Produktion des K250 und des K1000 eingestellt und der K1200 kam auf den Markt. Nur ein Jahr später, im Jahr 1991, kam das zu Beginn sehr teure Kurzweil K2000 auf den Markt. Es stellte einen großen Schritt in der Entwicklung dar und wird bis heute weiterentwickelt. So folgte 1995 das Kurzweil K2500, und im Jahr 2000 das Kurzweil K2600, welches bis 2004 hergestellt wurde. 2009 stellte man das Kurzweil K2661 vor, welches nicht mehr zeitgemäß war und deswegen floppte. Die jüngste Entwicklung stellt das Kurzweil K2700 dar, welches auf der NAMM 2021 vorgestellt wurde.
Seit den 1990ern präsentierte Kurzweil ein immer breiteres Spektrum an Produkten. So kamen neue Keyboardserien bis hin zu Mikrofonen und Lautsprechern auf den Markt. Die PCx-Serie (für Performance Controller) ist davon die langlebigste Produktreihe, die sich seit den 1990ern hält. Sie wurde wie das Midiboard als MIDI-Controller beworben und waren im Vergleich zu diesem und der K2-Serie jedoch kompakter. Das erste Modell war das PC88 von 1994, gefolgt vom PC88MX im Jahre 1997 und dem PC2 im Jahre 2000. Das PC1 folgte im Jahre 2004, 2009 das PC3 und das aktuelle Modell, das PC4, ist von 2019. Während die K2-Serie nicht produziert wurde, war die PC-Serie der Flagship-Synthesizer der Marke und am ehesten das Äquivalent zur K2-Serie. Letzteres wurde durch die Variante PC3 K von 2012 bekräftigt, die nun Samples der K2-Serie spielen konnte.

## V.A.S.T. Synthese
V.A.S.T. steht für „Variable Architecture Synthesis Technology“ und ist mittlerweile die Basis der Klangerzeugung in den meisten Kurzweil-Geräten. Samples werden zunächst der Tastatur zugeordnet, was „Keymap“ genannt wird, und durchlaufen dann diverse Klangformungsalgorithmen, diese Kombination aus „Keymap“ und Algorithmus heißt „Layer“. Die Layer passieren schließlich Effektprozessoren und landen schließlich als „Programm“ an einem der Ausgänge oder dem „Mix-Out“-Ausgang. Das Kurzweil verwaltet mehrere Tastaturzonen, jede von diesen kann unabhängig ein unterschiedliches „Programm“ abspielen. Die Konstellation von verschiedenen „Programmen“ auf einer Klaviatur wird „Setup“ genannt. Ab Werk fasst das nichtflüchtige RAM des Kurzweil unterschiedlich viele Programme, in Abhängigkeit von deren Komplexität und dem Gerätetyp.
Das Besondere war, dass der Weg vom Sample zur Ausgabe nicht fest vorgegeben ist. Vielmehr lassen sich im K2000 vom Anwender 31 Algorithmen auswählen, in denen verschiedene DSP-„Bausteine“ (wie z. B. Filter, Stimulator, Hüllkurven-EG etc.) in verschiedenen Konfigurationen zusammengestellt sind. Die Verdrahtung dieser Module ist fest vorgegeben, doch ist es möglich das Verhalten der einzelnen Bausteine festzulegen (z. B. Hipass, Lowpass usw.). Obwohl z. B. das K-2000 maximal 24-stimmig ist, verfügt er dennoch über mehr Oszillatoren, da es einigen DSP-Module gestattet, weitere Wellenformen zu generieren. So lassen sich beispielsweise Soloklänge mit drei Sägezahnwellen programmieren, obwohl nur eine der drei „echten“ Stimmen beim Spielen verbraucht wird. Hierzu gesellen sich ferner 50 sogenannte „FUNs“, die Funktionsgeneratoren. Mit ihnen lassen sich anhand mathematischer Formeln, etwa: cos (a + b), die Steuerspannungen zweier Module zu einer neuen verrechnen.

## Kurzweil K250

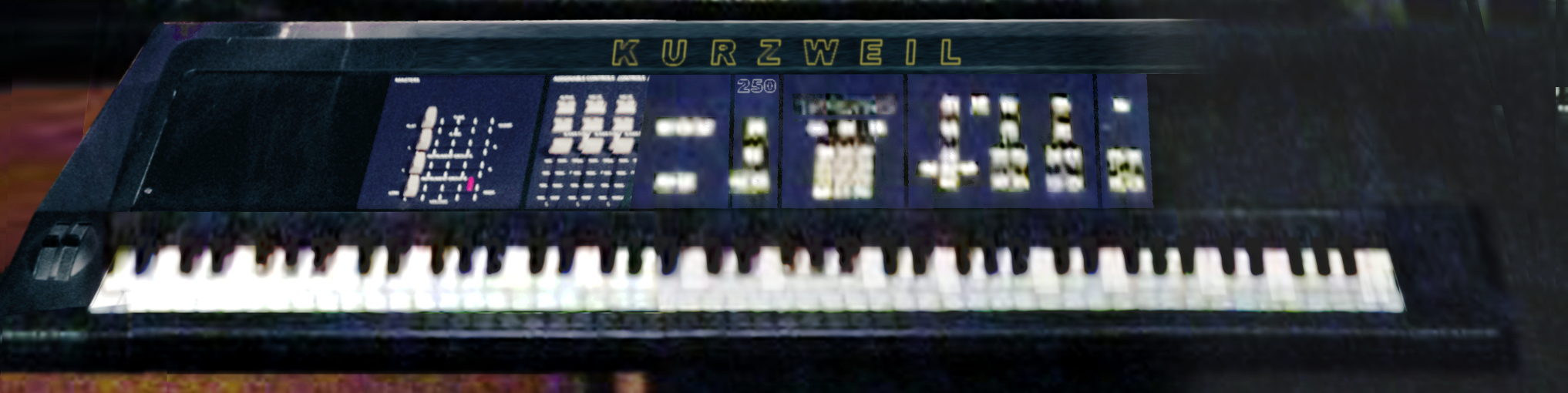
K250 (1984)

Der Kurzweil K250 ist Kurzweils erstes Produkt und ein 88-tastiger 12-fach polyphoner Synthesizer auf Sample-Basis. Die Grundausstattung setzte sich aus 2 MB ROM, 12 Stimmen und einer gewichteten 88-Tasten-Klaviatur zusammen. Die Recheneinheit bildete ein Motorola-68000-Prozessor mit 10 MHz/32 bit. Der damals neue Standard MIDI war ebenfalls implementiert. Darüber hinaus gab es eine Rack-Version K250RMX. Die gesamte Elektronik war auf einem schubladenähnlichen Motherboard untergebracht. Mit dem Kurzweil K250 hatte man nicht nur die Möglichkeit, beigefügte Samples zu benutzen, sondern auch selbst welche zu erstellen.
Der K250 war der erste vollelektronische Klangerzeuger, der Samples ohne ein Laufwerk abspielen konnte. Stattdessen benutzte er ein integriertes read-only-memory (ROM). Der K250 bildete bei vielen Keyboard-Rigs der 1980er die Basis. So wurde das Kurzweil K250 neben Stevie Wonder von Musikern wie Eric Clapton, Chick Corea, Richard Wright oder Keith Emerson benutzt.
Kurzweils Keyboards K1000 und K1200 können als Nachfolger des K250 gesehen werden, da sie die gleichen Samples wie das K250 benutzen.

## Kurzweil K2-Serie

### Klassifizierung
- K2xxx: (ohne Zusatz) Ursprungsvariante ohne Zusätze
- K2xxxX: Mehr Tasten
- K2xxxR: Rack-Variante
- K2xxxS: Aufrüstung zum Sampler
- K2xxxVP: Mit besserem ROM-Speicher
- K2xxxVX: Digitales Interface, bessere Leistungen

Manche der Zusätze können kombiniert werden, so gibt es z. B. den Kurzweil K2000RS.

### 1991: Kurzweil K2000

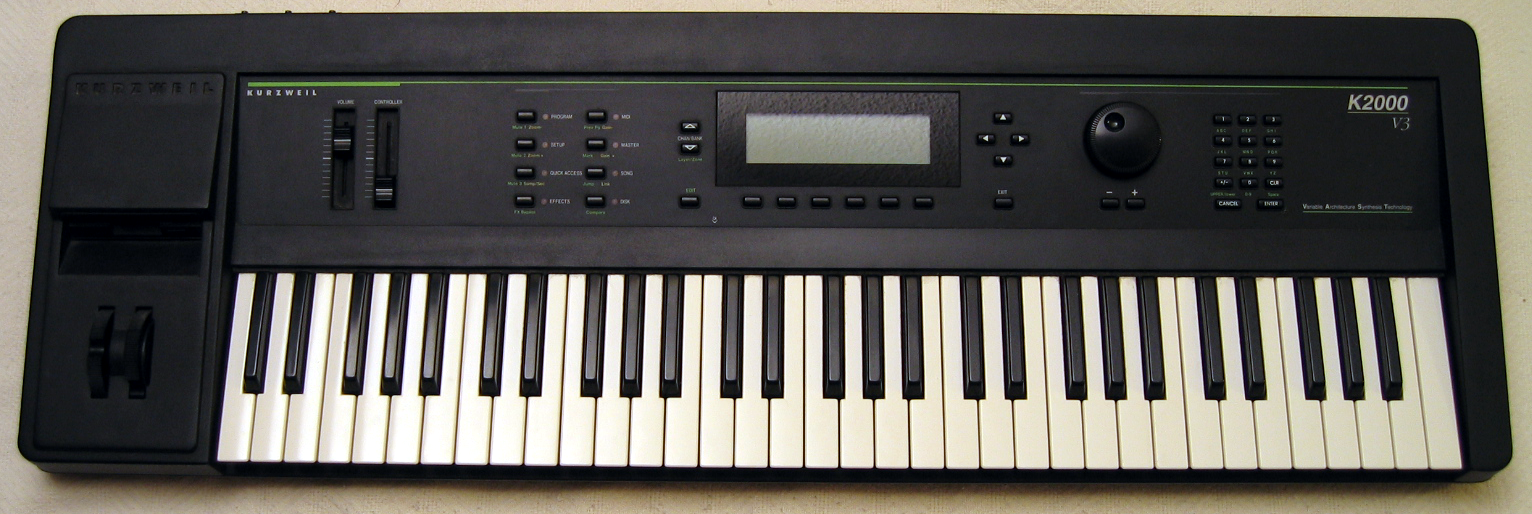
K2000 (1990)

Mit dem Modell K2000, das als 61-Tasten-Version und als Rack-Version (K2000R) hergestellt wurde, brachte die Firma Kurzweil das Nachfolgemodell des K1200 auf den Markt. Mit einem ROM von 8 MB, welches durch die Zusatzboards „Contemporary“ und „Orchestral“ auf 24 MB ausgebaut werden konnte, konnten Klänge erzeugt werden, die besonders im Streicher und Akustikgitarrenbereich sehr realistisch klangen. Das K2000 war wegen des hohen Preises und der Konkurrenzprodukte zu Beginn kein großer Erfolg.
Ausgerüstet mit einer Sampling-Option konnten bis zu 64 MB RAM mit eigenen Aufnahmen gefüllt werden (K2000S oder RS). Die Besonderheit des Synthesizers liegt in der Möglichkeit auch diese Samples, genau wie die ROM-Samples mit der V.A.S.T.-Synthese zu bearbeiten.
Der K2000 hatte einen zeitgleich erschienenen, ähnlich ausgestatteten Konkurrenten, den Yamaha SY99. Beide Geräte kosteten um die 7000 DM.
In die VP-Serie, die im Spätsommer 1998 erstmals eingeführt wurde, war bereits das verbesserte ROM-Setup der größeren K2500er-Serie integriert. Äußerlich blieb der Kurzweil beim Kunststoff-Chassis, der von innen metallverstärkt war. Es gab die Geräte in den Farben schwarz und dann bis Ende 1999 auch in blau (als Techno-Serie) angeboten. Wer innerhalb dieses Zeitraums die Sound-ROM-Sets „Contemporary“ und „Orchestra“ bestellte, erhielt zudem weitere 200 neue Programme und 100 Setups gratis hinzu. Dadurch wurden erstmals die Speicherbänke 600 bis 700 belegt, da diese fester Bestandteil der neuen ROM-Bausteine waren. Auf Grund des Erscheinungsdatums waren auch Sounds aus dem Kurzweil K2500 und K2600 enthalten.

### 1995: Kurzweil K2500
Dieses Modell verfügt gegenüber dem K2000 über ein neues ROM mit 8 MB Speicher und mehr Sounds. Der Programmspeicher (P-RAM) wurde etwas vergrößert. Größte Neuerung war die doppelte Stimmenanzahl von 48 Stimmen sowie 192 Oszillatoren.
Dazu hat die Keyboard-Version des K2500 einen großen Ribbon-Controller oberhalb der Tastatur sowie Fader zur Verwendung als digitale Zugriegel (Drawbars) spendiert bekommen. Die Keyboard-Versionen gibt es als K2500 mit 76 leichtgewichteten sowie als K2500X mit 88 gewichteten Tasten. Das Sampling-RAM kann hier auf 128 MB ausgebaut werden.
Mit der eingebauten Sampling-Option werden die Synthesizer als K2500S bzw. K2500XS bezeichnet.
Das K2500 kann neben den Erweiterungen, die es auch für das K2000 gibt, durch ein 4 MB großes Stereo-Piano sowie die KDFX-Funktion erweitert werden. Die KDFX-Erweiterung ersetzt den bisherigen Digitech-Effektprozessor durch eine von Kurzweil selbst entwickelte fünffache Stereo-Effektgruppe sowie digitale Ausgänge. Vorteile sind das verbesserte Rauschverhalten, da das Signal nur einmal gewandelt werden muss, sowie die größere Anzahl an gleichzeitig nutzbaren Effekten.

### 2000: Kurzweil K2600

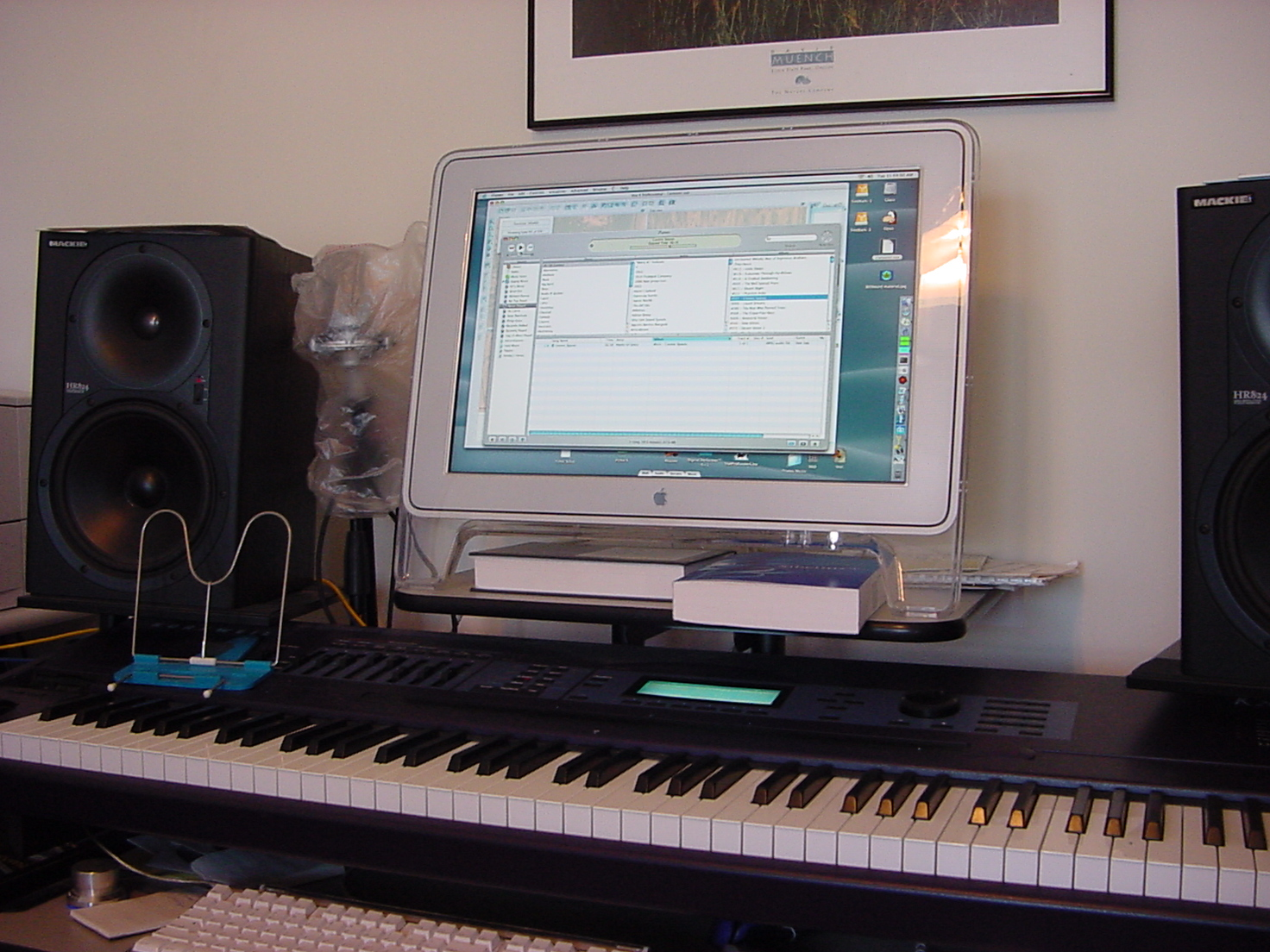
Kurzweil K2600 in einem Heimstudio

Das Modell der Kurzweil-Serie von 2000 wurde durch die eingebauten Optionen KDFX und Stereo-Piano ergänzt. Darüber hinaus kann die V.A.S.T.-Synthese hier noch flexibler genutzt werden. Auch das K2600 ist als 76- und 88-Tastenversion erhältlich. Das Programm-RAM ist ab Werk doppelt so groß wie beim K2500, also 480 KB. Aufgerüstet werden kann der K2600 mit den bekannten Zusatz-ROMs sowie neuen ROMs für E-Piano und dem P-RAM.

### 2009: Kurzweil K2661
Der wenig erfolgreiche Nachfolger von 2009 des K2600 hatte ein Contemporary- und Orchestral-ROMs sowie eine ab Werk installierte P-RAM-Option und einem 8 MB großen General-Midi-ROM. Allerdings hatte dieses Keyboard nur 61 Plastiktasten, keinen Ribbon-Controller und kein Diskettenlaufwerk mehr. Dafür gab es einen SM-Slot. Aufgerüstet werden kann das K2661 durch einen optionalen Ribbon-Controller und die Sampling-Option sowie die neuen ROM-Boards für E-Piano, Kirchenorgel und Stereo-Piano. Ein Grund für den Misserfolg ist fehlende Zeitgemäßheit. Zu dieser Zeit waren Plug-Ins, Software-Synthesizer und USB-Verbindungen flexibler, als das K2661 und zudem erheblich billiger.

### 2021: Kurzweil K2700
Das 88-tastige K2700 ist das aktuelle Modell der K2-Serie und wurde auf der NAMM 2021 vorgestellt. Es hat 8 GB Speicherplatz, davon 4,5 GB samplebasierte, fabrikeigene Sounds und die restlichen 3,5 GB freien Speicher. Es gibt 1500 Programme, die hauseigene Orgelemulation KB3. Außerdem ist das K2700 256-stimmig polyphon und so wie bei den Vorgängern sind interne Effekte und die V.A.S.T.-Synthese-Engine enthalten. Es können auch Sounds des PC3 und PC4 auf das Keyboard gespielt werden. Das Besondere an diesem Keyboard stellt das MIDI-fähige „Super Ribbon“ dar, eine lange Fläche, die gedrittelt werden kann.

## PCx-Serie

### 1994: Kurzweil PC88 und PC88MX

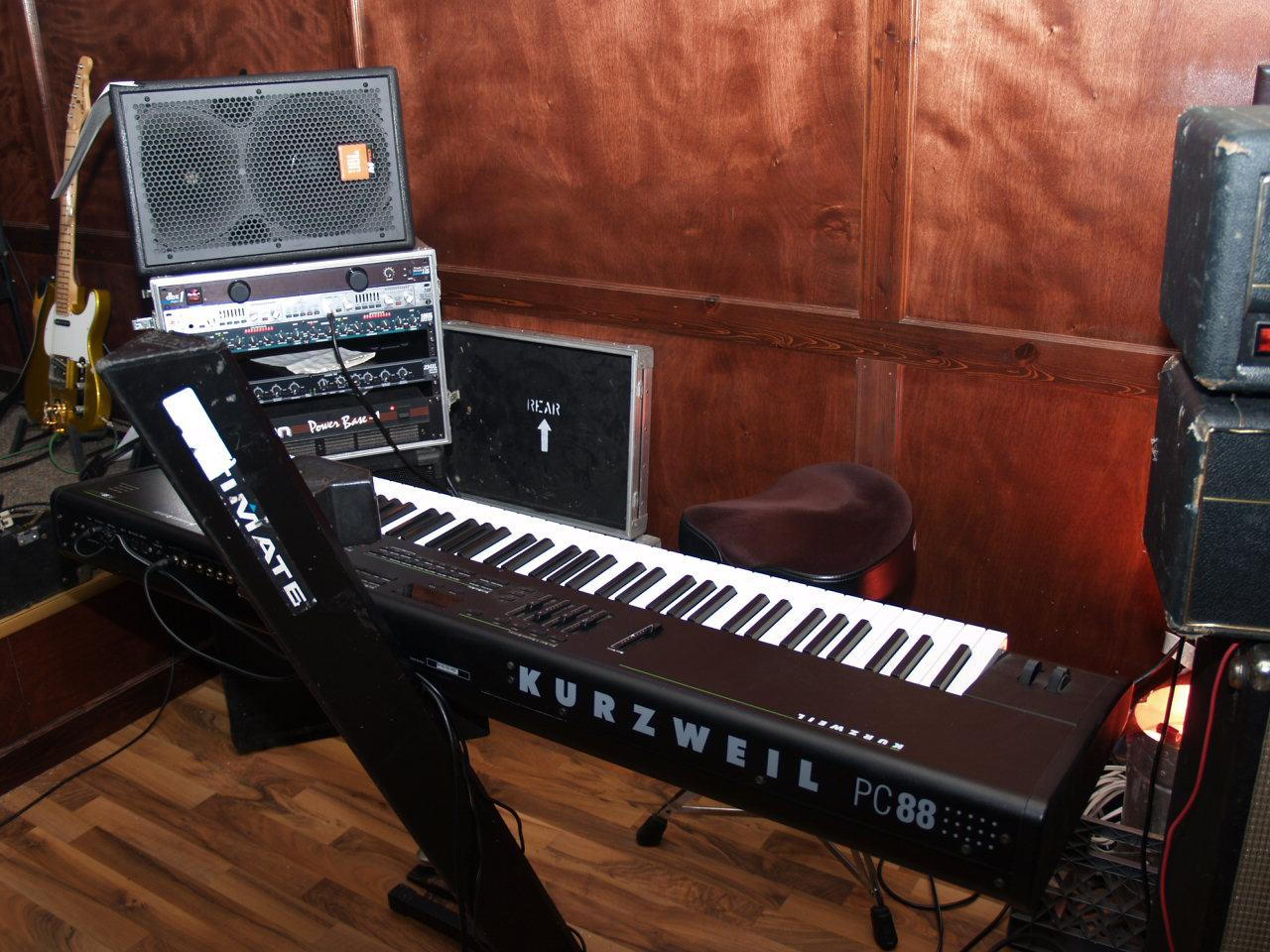
Kurzweil PC88 auf einer Bühne

Das Kurzweil PC88 ist das Ursprungsmodell der PCx-Serie. Die Klaviatur hat gewichtete 88 Tasten und kann in vier Zonen aufgeteilt werden. Das PC88 hat 60 beigefügte Klänge, eingebaute Effekte, ist 32-stimmig polyphon und bietet die Möglichkeit bis zu 4 Klänge gleichzeitig zu spielen. Außerdem kann es als MIDI-Controller benutzt werden. Die Neuauflage von 1997 als Kurzweil PC88MX bietet ein paar Klänge mehr und hat bessere Technik, ist ansonsten aber deckungsgleich mit dem PC88.

### 2000: Kurzweil PC2
Das Nachfolgemodell des PC88 ist das PC2 und war nun auch in einer kleineren 77-tastigen Version und der Rack-Version PC2R erhältlich. Neben einigen gleich gebliebenen Spezifikationen hat das PC2 vor allem neue Sounds, wie die Hammond-Orgel-Emulation KB3, eine Wurlitzer-Emulation und einige Chor-Samples. Alle Programme können mit Effekten, Filterkurven oder LFOs manipuliert werden. Solche Effekte sind zum Beispiel Chorus, Delay, Reverb oder ein Rotationslautsprecher. Das PC2 hat 5 Eingänge für Fußpedale und einen für einen Breath-Controller.

### 2004: Kurzweil PC1
Das 2004 als Masterkeyboard beworbene PC1 ist trotz der Modellnummer der Nachfolger des PC2 und nicht dessen Vorläufer und verfolgte, im Gegensatz zur K2-Serie, den Ansatz „Ready-to-use“. Wegen des Metallgehäuses wiegt es rund 26 Kilogramm. Die Klangerzeugung entstammte weitestgehend der K-2600er Serie, es sind jedoch auch Sounds enthalten, die nicht in einem Modell der K2-Serie verbaut waren. Das Effekt-Konzept basierte auf KDFX – Kurzweil Digital Effects. Die 88-tastige gewichtete Hammermechanik-Tastatur kam von Fatar.

### 2009: Kurzweil PC3

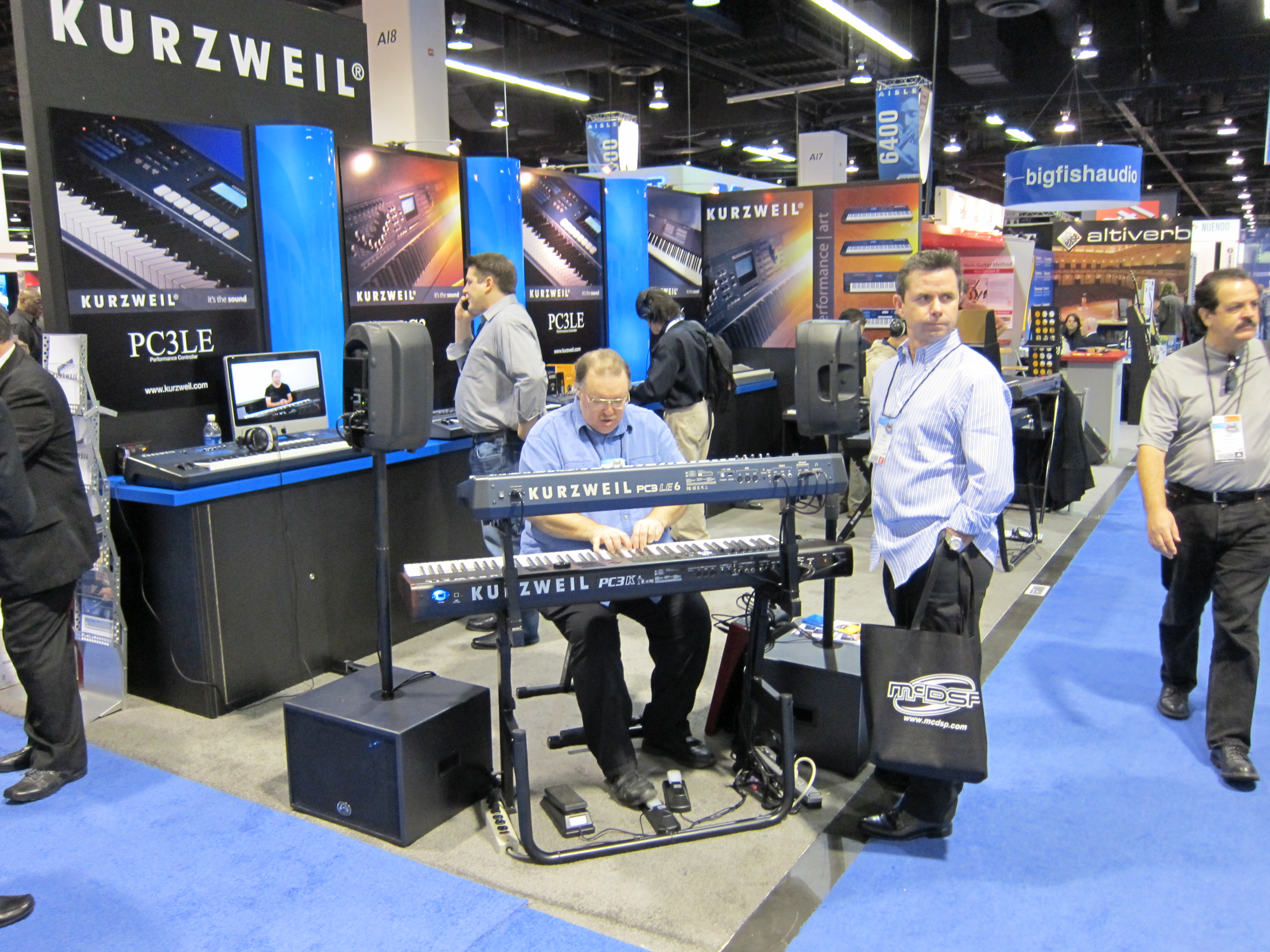
Kurzweil PC3 A6 (oben) und das größere Kurzweil PC3 K (unten)

Das Modell PC3 war in den Varianten PC3 6 (61 Tasten), PC3K7 76 Tasten und PC3K8 88 Tasten erhältlich. Im Laufe der Zeit kamen Verbesserungen hinzu, die durch Buchstaben ausgedrückt wurden. Die Verbesserungen PC3 LE und PC3 K sind beide um die gleiche Zeit 2012 erschienen, 2015 erschien die letzte Neuerung PC3 A.
Merkmale des PC3 sind vollgewichtete Hammer-Tasten, Velocity- und Aftertouch-empfindlichen Tasten mit einer Schnellverschlussfeder. Ab dem PC3 K konnte man auch Klänge der K2-Serie verwenden. Tastatur ist eine Fatar TP40L. Alle PC3s enthalten eine 240px × 64px Display, 128-stimmige Polyphonie, 16 MIDI-Parts, die V.A.S.T.-Synthese-Engine mit vom Benutzer programmierbaren DSP-Algorithmen und erweiterten Funktionen gegenüber der K-Serie inklusive Kurzweils VA1-Synthesekonzept, das authentische analoge Emulationen und neue Sounds liefert. Alle von denen können mit dem Kurzweil K2700 gespielt werden.

### 2019: Kurzweil PC4
Das aktuelle Modell der PCx-Serie stellt das PC4 dar. Es hat einen 3,5 mm Line-Eingang und elf 6,3 mm Klinkenanschlüsse, davon zwei Klinkeneingänge, fünf Klinkenausgänge (2× links, 2× rechts, 1 Kopfhörer). Es gibt nur jeweils einen MIDI-Ein- und -Ausgang und nicht den oft verbauten MIDI-Thru. Man kann vier Pedale anschließen und es gibt zwei USB-Schnittstellen. Wie beim Vorgänger ist auch Kurzweils Orgelemulation KB3 und viele vorinstallierte Klänge enthalten. Bemängelt wurde, dass man auf ein Metallgehäuse verzichtet und es stattdessen durch ein Kunststoffgehäuse ersetzt hat.

## Aktuelle Produkte1

### Synthesizer und Sampler
- SP6: Stagepiano
- KP80: Portable Arranger
- KP10: Kleiner Portable Arranger
- PC4: Performance Controller
- K2700: Workstation

### Mikrophone, Interfaces und Lautsprecher
- KST300: Keyboardverstärker
- KDA35: E-Schlagzeugverstärker
- KAC40: Akustikgitarrenverstärker
- KS40 und KS50: Monitorlautsprecher
- Unite2: Audiointerface
- KM1 und KM2: USB-Großmembranmikrophon